# 養徳院

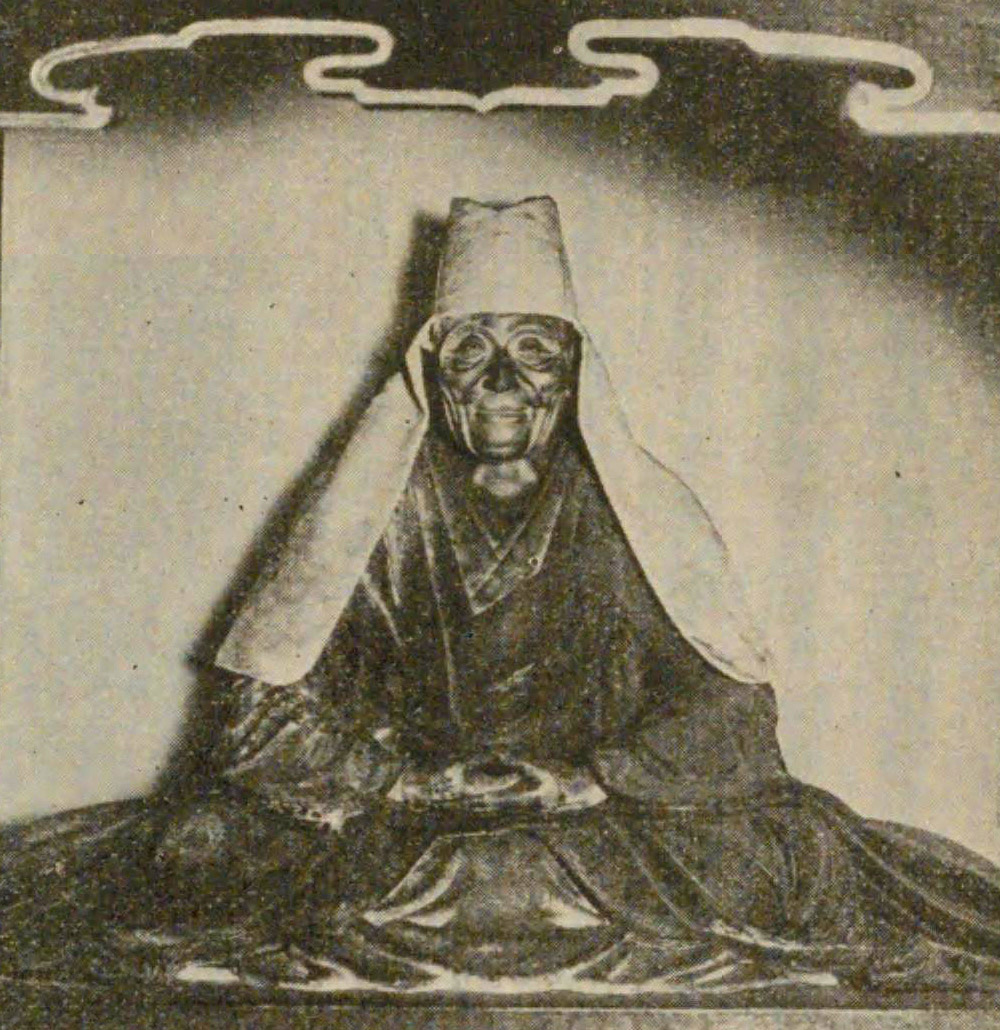
養徳院木像（岡山市国清寺所蔵）

養徳院（ようとくいん、永正12年（1515年） - 慶長13年10月26日 (旧暦)（1608年12月3日））は、戦国時代（室町時代後期）・安土桃山時代から江戸時代初期にかけての女性、尼僧。池田恒利の妻、織田信秀の側室。実名は不明で、養徳院は院号、法名は桂昌。
織田信長の乳母となってからは大御ち（おおおち）様とも呼ばれた。

## 略歴
永正12年（1515年）、池田政秀の娘として近江国または美濃国で生まれた。父の政秀には嫡子が無かったため、滝川貞勝の子・恒利を養嗣子として迎え、その正室となった。
天文5年（1536年）、恒興を出産した。父と夫の主君である戦国大名・織田信秀の嫡男・吉法師（後の織田信長）は当時3歳であったが、乳母の乳首を噛み破る癖があって困らせていた。しかし同年、彼女が乳母となってからはこれが直ったと云う。以来、「大御ち」と称された。
天文7年（1538年）の恒利の死後、寡婦となってからは出家して養徳院を名乗るようになったが、信秀の側室となって、娘・小田井殿（栄輪院）を出産した。
天文14年（1545年）には10歳の恒興が信長の御伽小姓として召し抱えられ、信秀没後も母子共に親しくして、元亀4年（1573年）6月18日 、信長より知行150貫を与えられている。
天正12年（1584年）、恒興が小牧・長久手の戦いで戦死した後には、豊臣秀吉より「恒興をみるつもりで筑前（秀吉）をご覧ください」と特に慰めの手紙を与えられた。
天正17年（1589年）11月1日 、秀吉より美濃国方県郡長良に800石を隠居地として知行されて、移り住んだ。
長寿であり、最晩年は孫の輝政の居城である播磨姫路城で暮らしていたが、慶長13年（1608年）10月26日（10月16日）に死去した。享年94。
紀州高野山に葬られた。戒名は養德院殿盛嶽桂昌大姉（養徳院殿盛岳桂昌大姉）。位牌所は備前曹源寺。京都妙心寺塔頭護国院に木像があったが、護国院焼失後は盛岳院に移され、現在は岡山県国清寺にある。